# Tango 3.0
Tango 3.0 é um álbum da autoria do grupo Gotan Project. Foi lançado em 20 de abril de 2010, sob o selo da XL Recordings. Foi produzido por Phillipe Choen Solal, Christoph H. Müller e Eduardo Makaroff.

## Faixas
1. "Tango Square" – 3:46
2. "Rayuela" – 4:27
3. "Desilusión" – 4:24
4. "Peligro" – 3:57
5. "La Gloria" –	3:47
6. "Mil Millones" – 5:49
7. "Tu Misterio" – 3:21
8. "De Hombre a Hombre" – 3:25
9. "El Mensajero" – 2:35
10. "Panamericana" – 4:33
11. "Érase Una Vez" – 4:20

## Paradas
| Chart                  | Posição | Fonte(s) |
| ---------------------- | ------- | -------- |
| Billboard World Albums | 2       | [ 3 ]    |
| Top Heatseekers        | 14      | [ 1 ]    |
| UK Albums Chart        | 61      | [ 2 ]    |